# Love at First Sting
Albums de Scorpions
Blackout
(1982) World Wide Live
(1985)
Singles
1. Rock You Like a Hurricane
Sortie : 9 février 1984
2. Big City Nights
Sortie : 20 août 1984
3. Still Loving You
Sortie : 19 novembre 1984

Love at First Sting est le neuvième album du groupe allemand de hard rock Scorpions. Il est sorti le 27 mars 1984 sur le label EMI en Europe et Mercury Records en amérique du Nord et a été produit par Dieter Dierks.

## Historique
C'est l'album du groupe qui a rencontré le plus grand succès commercial (après Crazy World de 1990), se vendant à plus de six millions d'exemplaires dans le monde. Ce disque a permis au groupe de véritablement exploser sur la scène rock mondiale grâce à des chansons comme l'incontournable ballade Still Loving You (plus de 1,7 million de singles vendus rien qu'en France), le célèbre titre Rock You Like a Hurricane, mais aussi Bad Boys Running Wild et Big City Nights qui font partie des grands classiques du groupe. Ces quatre chansons ainsi que Coming Home sont sorties en single.

Love at First Sting, qui en son temps représenta le summum de la popularité des Scorpions, est aujourd'hui considéré comme l'un des meilleurs albums du groupe, certainement le plus abouti, et un classique du hard rock.

### Enregistrement
Love at First Sting a été enregistré en 1983 et 1984 entre les Studios Polar de Stockholm en Suède (pour la pré-production)  et les studios de Dieter Dierks à Stommeln en Allemagne. La pression est palpable, les fans attendent un nouvel opus qui pourrait égaler, voire « surpasser le succès de Blackout » [le précédent album du groupe], comme l'explique Rudolf Schenker. C'est peut-être à cause de cette pression supplémentaire que la production de Love at First Sting fut l'une des plus compliquées pour le groupe. D'une part, les relations entre Dieter Dierks, le producteur des Scorpions depuis 1975, et le groupe se détériorent. Selon Schenker, « l'atmosphère était parfois très tendue, Dierks nous demandait de prouver constamment nos qualités de musiciens ; il était particulièrement dur envers Francis [Buchholz, le bassiste des Scorpions depuis 1974] ». De fait, Dierks demande à la ligne rythmique du groupe, Francis Buchholz et Herman Rarebell, en place depuis près de sept ans, de rester à la maison, pendant que les autres membres partent enregistrer aux Polar Studios à Stockholm (Suède), pendant l'été 1983.

Ainsi, il a récemment été révélé que Jimmy Bain (bassiste des groupes Rainbow et Dio) et Bobby Rondinelli (batteur des groupes Rainbow et Black Sabbath) ont enregistré avec le groupe, dans le but avoué de remplacer Francis et Herman, ce dernier rencontrant alors de sérieux problèmes avec l'alcool qui l'obligent à suivre une cure de sevrage. Mais l'alchimie ne prend pas avec les deux nouveaux, obligeant Dierks à rappeler Rarebell et Buchholz et à revenir enregistrer l'album aux Dierks Studios de Cologne. Les enregistrements suédois ne furent pas gardés.

Le matériel utilisé pour enregistrer l'album était alors à la pointe du technologique grâce à de nouvelles techniques d'enregistrements (33 tours digital). L'album avait, de ce fait, un son de très haute qualité même avant qu'il ne soit remastérisé dans les années 1990.

### Description
Love at First Sting a été conçu avec l'ambition de dépasser le succès de Blackout, l'album qui avait lancé le groupe sur le devant de la scène hard rock mondiale. De ce fait les chansons sont très méticuleusement travaillées lors des enregistrements et le son global obtenu est plus « produit », c'est-à-dire moins brut que sur Blackout, ce qui fera dire par certains fans que Love at First Sting est le premier album du groupe à avoir une certaine visée commerciale. Ce n'est pas faux, en théorie, puisqu'il a été conçu pour devenir le successeur de Blackout et surpasser son succès. Néanmoins beaucoup considèrent Love at First Sting comme l'album le plus abouti du groupe et fans comme critiques s'accordent pour dire que la visée musicale du groupe reste néanmoins basée sur le hard rock, comme en témoignent les chansons Bad Boys Running Wild et surtout Rock You Like a Hurricane, les solos de Matthias Jabs -encore plus travaillés que sur les précédents albums- et la présence sur neuf pistes d'une seule ballade, Still Loving You.

Love at First Sting comporte donc plusieurs classiques des Scorpions et nombre de favoris des fans. Rock You Like a Hurricane est sûrement la chanson de hard rock la plus connue des Scorpions, toujours jouée en concert (souvent en guise de final) et considérée comme un classique du genre grâce à son riff caractéristique et ses deux solos cinglants. Dans un tout autre genre, la ballade Still Loving You est devenue elle aussi un classique qui a largement dépassé le cadre du monde du rock. Cette chanson longue de plus de six minutes est souvent considérée comme l'exemple le plus probant de power ballad. Les chansons Big City Nights, Coming Home et Bad Boys Running Wild sont aussi des favoris des fans et des classiques du groupe. La chanson Coming Home a été inspirée du titre Don't Make No Promises (de l'album Animal Magnetism). Coming Home parle du moment où le groupe monte sur scène, un "retour à la maison" et sert souvent au groupe pour ouvrir ses concerts. Crossfire se démarque un peu des autres par son beat de batterie aux allures militaires, en rapport avec les paroles de la chanson pacifiquement engagées contre la guerre. I'm Leaving You a connu un certain succès, grâce à son clip vidéo notamment, et est assez représentative du style de Love at First Sting. Seule la chanson The Same Thrill vient un peu ternir cet album, avec son rythme très rapide et son riff assez guttural, assez à l'opposé des mélodies très travaillées de toutes les autres chansons de l'album.

Sur la face A de l'album c'est Matthias Jabs qui assure les solos et Rudolf Schenker qui s'occupe de la guitare rythmique alors que sur la face B (à partir de Big City Nights) les rôles sont inversés ce qui se ressent à l'écoute : d'une part le jeu plus agressif, rapide et moderne de Matthias Jabs, caractéristique des années 1980 et de l'autre le jeu plus classique de Rudolf Schenker.

### Succès et postérité
Le pari du groupe et du producteur Dieter Dierks, attendus au tournant après le succès de Blackout, est gagnant, puisque l'album, très attendu, est dès sa sortie un immense succès propulsé par les hits Rock You Like a Hurricane et Still Loving You. Love at First Sting conforte Scorpions dans sa position de grand groupe de hard rock et accroît la popularité du groupe bien au-delà du seul cadre du monde du rock, comme c'était le cas auparavant.
L'album est devenu triple disque de platine aux États-Unis (plus de 3.000.000 de copies vendues) où il a atteint la 6e place dans les charts. Il a même été certifié double album de platine (2 millions de copies vendues) l'année même de sa sortie dans les bacs (1984). En France l'album est double disque d'or. Les ventes mondiales de Love at First Sting dépasse les 6 millions d'exemplaires écoulés. L'album a été propulsé par le grand succès des singles Rock You Like a Hurricane (#25 aux États-Unis notamment) et Still Loving You et leurs vidéos mises en onde par MTV.

Selon le magazine américain Rock Guide, « beaucoup considèrent cet album comme l'un des meilleurs de la décennie ». 
La chanson Rock You Like a Hurricane a été classée 31e dans la liste des 40 plus grandes chansons de métal/hard rock de tous les temps et Still Loving You 22e dans la liste des 25 plus grandes ballades rock par VH1. En France, ce slow ravageur est responsable, selon Matthias Jabs, « d'un nouveau baby-boom », soulignant avec humour le succès énorme de cette chanson dans l'Hexagone, single le plus vendu en 1984. La chanson sera d'ailleurs notifiée dans les statistiques officiels concernant la démographie française.
Aux États-Unis certains magasins ont refusé de vendre l'album à cause de sa couverture, qu'ils jugeaient trop subversive, ce qui a contraint le groupe à changer la couverture de l'album pour ces magasins. Cette photo noir et blanc d'un couple enlacé est l'œuvre du photographe Helmut Newton.

### Reprises
Les chansons portantes de l'album ont été reprises plusieurs fois par divers artistes. Voici une liste non exhaustive de ces reprises.
- Rock You Like a Hurricane a été reprise par Sinergy sur l'album Beware of Heavens, Stormtroopers of Death sur l'album A Tribute to the Scorpions (2000), Green Day, Seven Witches et Kelly Hanson (de Hurricane).
- Big City Nights a été reprise par Kevin DuBrow du groupe Quiet Riot et par le groupe Fozzy sur l'album Happenstance (2002).
- Coming Home a été reprise par le groupe Tankard.
- Still Loving You a été reprise par le groupe Sonata Arctica sur l'EP Successor, par Alex Skolnick et son Alex Skolnick Trio qui l'a adaptée en une version jazz sur l'album Goodbye to Romance: Standards for a new Generation et par Steve Whiteman du groupe Kix.

## Liste des titres
| 1. | Bad Boys Running Wild     | Meine, Rarebell | Schenker | 3:54 |
| 2. | Rock You Like a Hurricane | Meine, Rarebell | Schenker | 4:13 |
| 3. | I'm Leaving You           | Meine           | Schenker | 4:16 |
| 4. | Coming Home               | Meine           | Schenker | 5:00 |
| 5. | The Same Thrill           | Meine           | Schenker | 3:35 |

| 6. | Big City Nights                | Meine | Schenker | 4:08 |
| 7. | As Soon as the Good Times Roll | Meine | Schenker | 5:01 |
| 8. | Crossfire                      | Meine | Schenker | 4:31 |
| 9. | Still Loving You               | Meine | Schenker | 6:28 |

| 10. | Coming Home (Démo)           | Meine                   | Schenker                | 3:17 |
| 11. | Living at Night (Démo)       | Meine                   | Schenker                | 4:14 |
| 12. | First Sting Jam (Démo)       | Matthias Jabs, Schenker | Matthias Jabs, Schenker | 4:16 |
| 13. | Anytime (You Want It) (Démo) | Meine                   | Schenker                | 5:16 |
| 14. | Still Loving You (Démo)      | Meine                   | Schenker                | 5:46 |

Titres bonus réédition 2015 Deluxe 50th anniversary - CD 2
- Enregistré en public le 7 juin 1984 au Madison Square Garden de New York

| No  | Titre                     | Paroles                                 | Musique  | Durée |
| --- | ------------------------- | --------------------------------------- | -------- | ----- |
| 1.  | Countdown                 | Intro                                   |          | 1:58  |
| 2.  | Coming Home               | Meine                                   | Schenker | 3:11  |
| 3.  | Blackout                  | Meine, Herman Rarebell, Sonja Kittelsen | Schenker | 3:48  |
| 4.  | Bad Boys Running Wild     | Meine, Rarebell                         | Schenker | 4:11  |
| 5.  | Loving You Sunday Morning | Meine, Rarebell                         | Schenker | 4:45  |
| 6.  | Big City Nights           | Meine                                   | Schenker | 5:14  |
| 7.  | Coast to Coast            | Titre instrumental                      | Schenker | 4:58  |
| 8.  | Still Loving You          | Meine                                   | Schenker | 5:52  |
| 9.  | Rock You like a Hurricane | Meine, Rarebell                         | Schenker | 4:20  |
| 10. | The Zoo                   | Meine                                   | Schenker | 8:05  |
| 11. | Dynamite                  | Meine, Rarebell                         | Schenker | 6:41  |

## Musiciens
- Klaus Meine : chant, chœurs
- Rudolf Schenker : guitare rythmique, guitare solo sur les titres 2, 6, 9, chœurs sur les titres 2, 3, 8
- Matthias Jabs : guitare solo et rythmique
- Francis Buchholz : guitare basse, Moog Taurus
- Herman Rarebell : batterie, percussions

## Charts & certifications

### Album
Charts
| Pays             | Durée du classement | Meilleur classement | Date             |
| ---------------- | ------------------- | ------------------- | ---------------- |
| Allemagne        | 42 semaines         | 6e                  | 5 mars 1984      |
| Autriche         | 2 semaines          | 19e                 | 15 avril 1984    |
| Belgique (W)     | 2 semaines          | 100e                | 14 novembre 2015 |
| Canada           | 31 semaines         | 15e                 | 16 juin 1984     |
| Espagne          | 1 semaines          | 90e                 | 22 novembre 2015 |
| États-Unis       | 56 semaines         | 6e                  | 16 juin 1984     |
| France           | 43 semaines         | 4e                  | 11 mai 1984      |
| Nouvelle-Zélande | 2 semaines          | 48e                 | 8 juillet 1984   |
| Royaume-Uni      | 6 semaines          | 17e                 | 31 mars 1984     |
| Suède            | 5 semaines          | 17e                 | 20 mars 1984     |
| Suisse           | 17 semaines         | 9e                  | 10 février 1985  |

Certifications
| Pays       | Certification | Ventes      | Date        |
| ---------- | ------------- | ----------- | ----------- |
| Allemagne  | Or            | 250 000 +   | 1985        |
| Canada     | 2 × Platine   | 200 000 +   | 5 mai 1988  |
| États-Unis | 3 × Platine   | 3 000 000 + | 7 août 1995 |
| France     | Or            | 100 000 +   | 1985        |

### Singles
Charts
| Single                    | Chart                  | Durée du classement | Position | Date             |
| ------------------------- | ---------------------- | ------------------- | -------- | ---------------- |
| Rock You Like a Hurricane | Hot 100                | 16 semaines         | 25e      | 26 mai 1984      |
| Rock You Like a Hurricane | Mainstream Rock Tracks | 19 semaines         | 5e       | 17 mars 1984     |
| Rock You Like a Hurricane | RPM Top Singles        | 9 semaines          | 37e      | 7 juillet 1984   |
| Rock You Like a Hurricane | Top 50                 | 9 semaines          | 34e      | 25 mars 1984     |
| Rock You Like a Hurricane | Album Top 100          | 7 semaines          | 47e      | 6 juin 1987      |
| Rock You Like a Hurricane | UK singles charts      | 2 semaines          | 78e      | 11 février 1984  |
| Big City Nights           | Mainstream Rock Tracks | 10 semaines         | 36e      | 11 août 1984     |
| Big City Nights           | UK singles charts      | 3 semaines          | 14e      | 19 mai 1984      |
| Still Loving You          | Top 100 singles        | 19 semaines         | 14e      | 24 décembre 1984 |
| Still Loving You          | Hot 100                | 6 semaines          | 64e      | 21 juillet 1984  |
| Still Loving You          | Mainstream Rock Tracks | 11 semaines         | 36e      | 11 août 1984     |
| Still Loving You          | Top 50                 | 62 semaines         | 3e       | 3 novembre 1984  |
| Still Loving You          | Top 100                | 14 semaines         | 3e       | 23 décembre 1984 |
| Still Loving You          | Ultratop               | 10 semaines         | 3e       | 18 mars 1987     |
| Still Loving You          | Album Top 100          | 17 semaines         | 5e       | 4 avril 1987     |